# Имберсаго
Имберсаго (итал. Imbersago) — коммуна в Италии, располагается в регионе Ломбардия, подчиняется административному центру Лекко.
Население составляет 1936 человек, плотность населения составляет 645 чел./км². Занимает площадь 3 км². Почтовый индекс — 23898. Телефонный код — 039.
Покровителями коммуны почитаются святые Пётр и Марселлин. Праздник ежегодно празднуется 2 июня.

## Города-побратимы
- Понт-Эвек, Франция